# جان بورغ
جان بورغ (بالإنجليزية: Jean Borg) هو لاعب كرة قدم مالطي في مركز ظهير ‏، ولد في 8 يناير 1998 في فاليتا في مالطا. لعب مع نادي فاليتا.

## وصلات خارجية
- جان بورغ على موقع الاتحاد الأوربي (الإنجليزية)
- جان بورغ على موقع قاعدة بيانات كرة القدم.إي يو (الإنجليزية)
- جان بورغ على موقع ناشيونال فوتبول تيمز (الإنجليزية)
- جان بورغ على موقع Soccerway.com (الإنجليزية)